# Matthew Conger
Matthew Conger (Plano (Texas), 11 oktober 1978) is een Amerikaans-Nieuw-Zeelands voetbalscheidsrechter. Hij fluit in Australische A-League en de New Zealand Football Championship en is sinds 2013 internationaal scheidsrechter.
Conger verhuisde in 2004 van Athens (Georgia) in de Verenigde Staten naar Palmerston North in Nieuw-Zeeland. Hij begon al in Amerika met het fluiten van jeugdwedstrijden en deed dat ook in Nieuw-Zeeland. Hij had daarnaast een baan als leraar op een basisschool die hij in 2016 beëindigde vanwege het fluiten. Vanaf 2005 ging hij in de New Zealand Football Championship fluiten. In 2010 debuteerde hij in de OFC Champions League en vanaf 2014 floot Conger in de A-League. In 2015 was hij ook actief in de Indian Super League.
In december 2012 werd hij benoemd tot FIFA-scheidsrechter en hij was actief op het Wereldkampioenschap voetbal onder 20 - 2015 en 2017, het Oceanisch kampioenschap voetbal 2016, de Olympische Zomerspelen 2016 en het Wereldkampioenschap voetbal voor clubs 2015 en 2017. Hij werd geselecteerd voor het Wereldkampioenschap voetbal 2018.

## Interlands
| Datum            | Plaats                             | Wedstrijd                              | Uitslag | Competitie                   | Kreeg geel | Kreeg voor de tweede keer geel en dus rood | Weggestuurd |
| ---------------- | ---------------------------------- | -------------------------------------- | ------- | ---------------------------- | ---------- | ------------------------------------------ | ----------- |
| 29 mei 2016      | Port Moresby , Papoea-Nieuw-Guinea | Papoea-Nieuw-Guinea – Nieuw-Caledonië  | 1 – 1   | Kwalificatie WK 2018         | 4          | 1                                          | 0           |
| 8 juni 2016      | Port Moresby , Papoea-Nieuw-Guinea | Papoea-Nieuw-Guinea – Salomonseilanden | 2 – 1   | Oceanisch kampioenschap 2016 | 2          | 0                                          | 0           |
| 8 augustus 2016  | Manaos, Brazilië                   | Zweden – Nigeria                       | 0 – 1   | Olympische Zomerspelen 2016  | 3          | 0                                          | 0           |
| 10 augustus 2016 | Belo Horizonte, Brazilië           | Algerije – Portugal                    | 1 – 1   | Olympische Zomerspelen 2016  | 5          | 0                                          | 0           |
| 13 november 2016 | Honiara, Salomonseilanden          | Salomonseilanden – Tahiti              | 1 – 0   | Kwalificatie WK 2018         | 8          | 0                                          | 0           |
| 29 maart 2017    | Papeete, Tahiti                    | Tahiti – Papoea-Nieuw-Guinea           | 1 – 2   | Kwalificatie WK 2018         | 5          | 0                                          | 0           |
| 22 juni 2018     | Wolgograd, Rusland                 | Nigeria – IJsland                      | 2 – 0   | WK 2018 groepsfase           | 1          | 0                                          | 0           |

Laatste aanpassing op 15 juli 2018